# Greta Klingsberg
Greta Klingsberg geb. Hofmeister (* 11. September 1929 in Wien; † 30. August 2022 in Jerusalem) war eine israelische Sängerin und Übersetzerin. Sie wurde bekannt als weibliche Hauptrolle Aninka in der Kinderoper Brundibár, die im KZ Theresienstadt von Häftlingen aufgeführt wurde.

## Leben
Im Alter von 13 Jahren wurde Klingsberg 1942 von den Nationalsozialisten in das KZ Theresienstadt deportiert. Dort spielte sie bis zu ihrer weiteren Deportation in das KZ Auschwitz die weibliche Hauptrolle Aninka in mehr als 50 Aufführungen.
Nach der Befreiung aus Theresienstadt, wohin sie kurz vor Kriegsende aus Oederan, einem Außenlager des KZ Flossenbürg wieder verlegt worden war, wanderte sie zunächst nach London, später nach Jerusalem aus. Dort studierte sie am Jerusalem Conservatoire Gesang. In der Folgezeit besorgte sie die hebräische Übersetzung des Librettos von Brundibár.
Greta Klingsberg lebte bis zu ihrem Tod in Jerusalem.

## Film
- Mut zum Leben – Die Botschaft der Überlebenden von Auschwitz, 2013, Autoren: Christa Spannbauer und Thomas Gonschior[3]

- Wiedersehen mit Brundibar Kino-Dokumentarfilm über ihr Zusammentreffen mit einer jugendlichen Theatergruppe der Schaubühne Berlin, 2014, Regie: Douglas Wolfsperger[4]